# Passer iagoensis
Passer iagoensis là danh pháp khoa học của một loài chim thuộc họ Sẻ (Passeridae). Đây là loài đặc hữu của quần đảo Cabo Verde ở phía đông Đại Tây Dương về gần phía tây châu Phi. Chim cái và chim non có bộ lông màu nâu với những vết đen ở phần trên, phần dưới màu xám tối, và được phân biệt với các loài chim sẻ khác bởi dải lông trên mắt lớn và đặc trưng của chúng. Con đực có phần dưới sáng màu hơn với dải sọc màu đen và hạt dẻ trên đầu của chúng. Passer iagoensis là một loài chim sẻ nhỏ với chiều dài 12,5–13 cm (4,9–5,1 in). Tiếng kêu của loài chim này khá đa dạng, và có phần khác nhau giữa con đực và con cái.
Passer iagoensis từng được cho là có quan hệ họ hàng gần gũi nhất với nhóm rufous sparrow, một nhánh gồm các loài thuộc chi Passer có môi trường sống tương tự trên lục địa Phi. Mặc dù P. iagoensis có hình thái tương tự như nhóm rufous sparrow, chúng có một số khác biệt lớn về hình thái và hành vi, và lại cách xa nhau hàng nghìn kilomet. Trên thực tế, P. iagoensis có thể có quan hệ gần gũi hơn với sẻ nhà và Passer hispaniolensis. Ở Cabo Verde, chúng xuất hiện ở tất cả ngoại trừ một hòn đảo, và khá phổ biến trên hầu hết các hòn đảo. P. iagoensis xuất hiện ở hầu hết các môi trường sống có trong phạm vi của loài, chẳng hạn như đồng bằng dung nham, đồi đá và hẻm núi. Tuy nhiên, sẻ nhà và P. hispaniolensis thì lại thường hiện diện ở các khu định cư đông đúc hơn và các khu vực canh tác trù phú. Vì không có mối đe dọa nghiêm trọng nào nên P. iagoensis được Liên minh Bảo tồn Thiên nhiên Quốc tế (IUCN) phân loại là loài ít quan tâm.

## Miêu tả
Passer iagoensis là một loài chim sẻ nhỏ, dài 12,5–13 cm (4,9–5,1 in) với cánh dài 5,5–6,9 cm (2,2–2,7 in). Bộ lông của loài tương tự như bộ lông của sẻ nhà (Passer domesticus), và cũng có dị hình giới tính. Con đực có đỉnh đầu và sọc ngang mắt màu đen hoặc xám đen, gáy màu xám và một mảng nhỏ màu trắng ở dưới trán. Hai bên đầu, đặc biệt là phía trên mắt, có màu quế đậm. Vùng vai có màu trắng và nâu, trong khi phần còn lại của phần trên có màu nâu với các sọc đen và be. Má và phần dưới có màu xám nhạt, cổ họng và cằm màu đen. Con cái có màu nâu xám, cánh và ngực có sọc đen, phần dưới màu xám nhạt. Chúng rất giống với sẻ nhà cái, nhưng có sọc trên mắt nhạt rõ hơn. Con non giống con cái trưởng thành, nhưng con đực non đậm màu hạt dẻ hơn ngay từ khi còn nhỏ, với vết đen ở cằm. Năm 1898, nhà điểu học Boyd Alexander báo cáo rằng chim trưởng thành bắt đầu thay lông vào đầu tháng 2, và một số cá thể vẫn thay lông đến cuối tháng 5.
Tiếng kêu của Passer iagoensis bao gồm các tiếng gọi khác nhau giữa đực và cái, sự phát triển của những "tiếng kêu" này và tiếng gọi báo động. Tiếng kêu ríu rít, hơi giống với tiếng kêu của các loài chim sẻ khác. Tiếng kêu thông thường của con đực được mô tả là tiếng "twangy" (sắc, nhanh) cheesp hoặc chew-weep, còn tiếng kêu của con cái được mô tả là tiếng "xuýt xoa" chisk. Bài hát là một chuỗi dài các nốt giai điệu được trau chuốt và được những con đực phát ra trong tổ của chúng vào mùa sinh sản. Tiếng kêu báo động giống như tiếng kêu của các loài chim sẻ khác, được phiên âm là chur-chur-chur.

## Phân loại

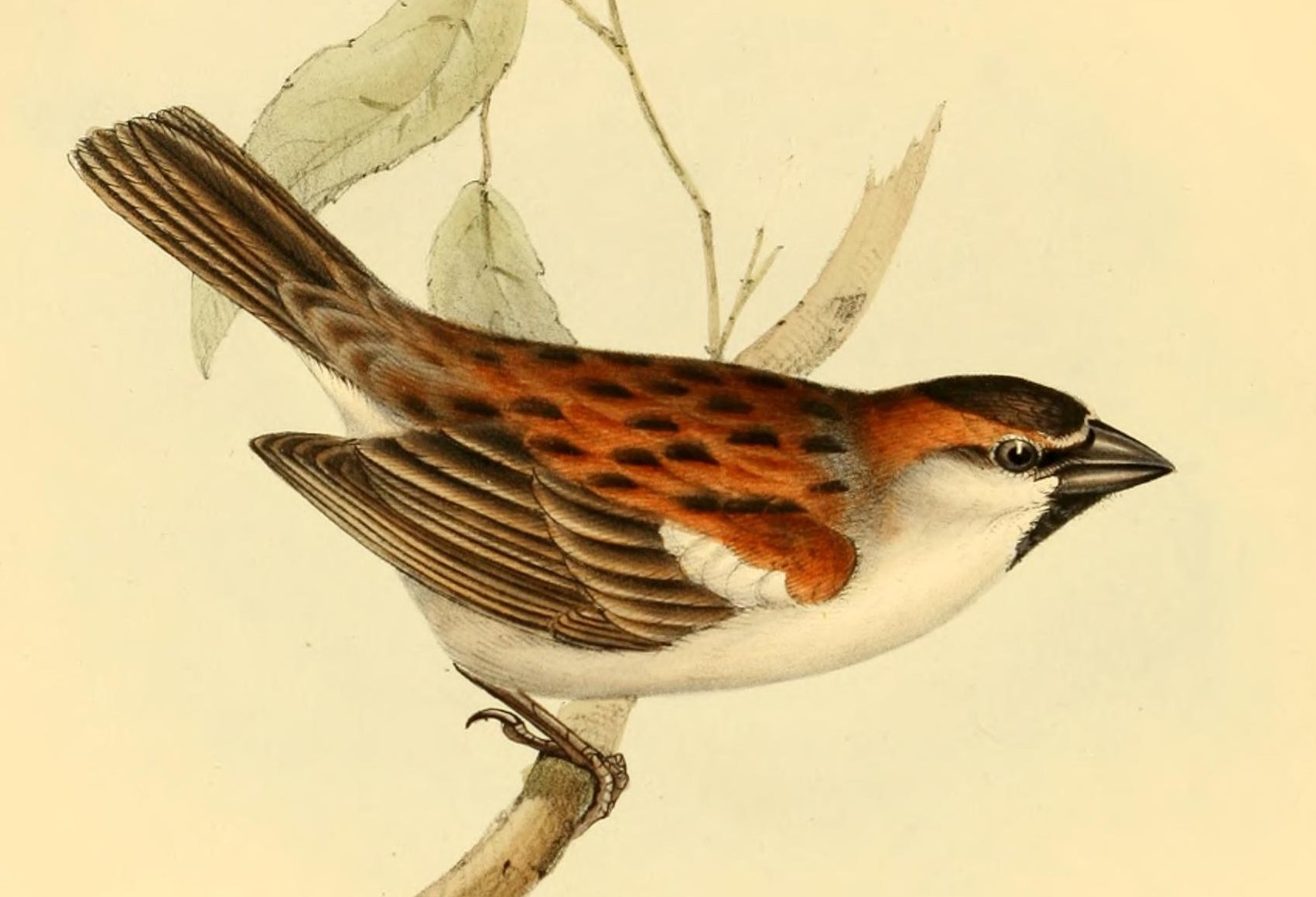
Tranh phác họa con đực của John Gould

Mẫu vật của Passer iagoensis được Charles Darwin thu thập lần đầu tiên tại điểm dừng chân đầu tiên tại đảo Santiago (St. Iago), trong hành trình thứ hai của tàu HMS Beagle. Loài này được nhà động vật học John Gould mô tả năm 1837 trong Kỷ yếu của Hiệp hội Động vật học Luân Đôn với danh pháp Pyrgita iagoensis. Vào thời điểm Gould viết cuốn The Zoology of the Voyage of H.M.S. Beagle cùng với Darwin và ba nhà động vật học khác vào năm 1841, ông đã xếp P. iagoensis vào chi Passer, và điều này được giữ nguyên tới bây giờ. Chi này chứa ít nhất 20 loài sẻ Cựu Thế giới, trong đó có sẻ nhà và Passer hispaniolensis.
Trong chi Passer, P. iagoensis được coi là một trong những loài thuộc nhóm rufous sparrow ở châu Phi. Những loài chim này thường được coi là loài riêng biệt cho đến khi Reginald Ernest Moreau, viết trong Check-list of the Birds of the World năm 1962, gộp P. iagoensis và nhóm rufous sparrow ở lục địa thành một loài duy nhất Passer motitensis. Cách phân loại này được áp dụng cho đến khi J. Denis Summers-Smith, một chuyên gia thế giới về chim sẻ, lập luận vào những năm 1980 rằng P. iagoensis có nhiều điểm khác biệt về hình thái và hành vi, cũng như sự khác biệt giữa nhóm rufous sparrow ở khoảng cách khoảng 5.000 km (3.100 mi). Ông cho rằng những điều này là đủ căn cứ để tái xác định trạng thái loài. Các nghiên cứu về DNA ty thể và nhân cho rằng P. iagoensis có thể là họ hàng gần với sẻ nhà và P. hispaniolensis, chứ không phải nhóm rufous sparrow.
Nhà điểu học người Pháp Émile Oustalet mô tả một mẫu vật thu thập ở Branco năm 1883 và cho biết đây là loài tách biệt Passer brancoensis. Trong khi đó, W. R. P. Bourne lại công nhận mẫu vật này là phân loài Passer iagoensis brancoensis với tuyên bố đã quan sát thấy sự khác biệt giữa các cá thể P. iagoensis từ các hòn đảo khác nhau. Theo Bourne, các cá thể P. i. iagoensis phân bố trên các hòn đảo nhiều cây cối rậm rạp ở phía nam có màu sẫm hơn và lớn hơn, và đồng thời cũng có hành vi giống sẻ nhà và P. hispaniolensis, cạnh tranh với chúng tốt hơn trong môi trường sống đang bị con người thay đổi. Sau đó, ông viết rằng các biến thể mà ông nhìn thấy có hai xu hướng lớn: màu ngày càng sẫm khi về phía nam và kích thước nhỏ hơn ở xa bờ biển lục địa. Charles Vaurie đã kiểm tra sự khác biệt về bộ lông và kích thước mẫu vật trong các viện bảo tàng lớn và không tìm thấy bất kỳ biến thể đáng kể nào. Cả Vaurie lẫn Summers-Smith đều không công nhận bất kỳ phân loài nào.

## Phân bố, môi trường sống và tình trạng

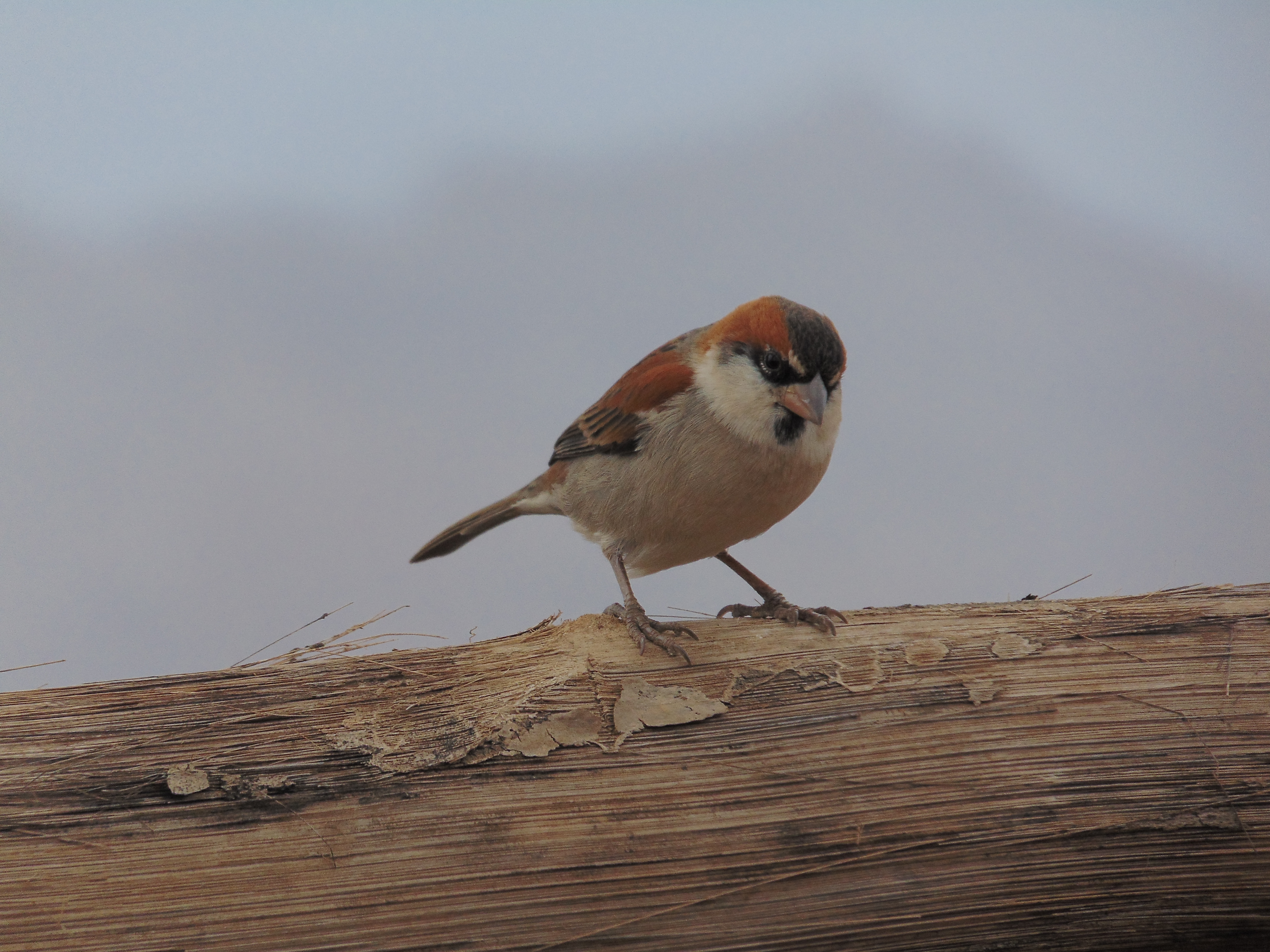
Con đực ở Monte Verde, São Vicente

Passer iagoensis là loài đặc hữu của quần đảo Cabo Verde. Loài này phổ biến trên hầu hết các đảo, ngoại trừ không có trên Fogo, và rất ít trên Santa Luzia, Branco và Sal. Passer iagoensis xuất hiện phổ biến ở nhiều môi trường sống khác nhau, bao gồm đồng bằng dung nham bằng phẳng, vách đá ven biển, hẻm núi và rìa đất nông nghiệp, ở độ cao lên tới 1.200 m (3.900 ft). Chúng cũng xuất hiện ở các khu định cư và vườn, nơi chúng có thể chồng phân bố một phần với sẻ nhà, nhưng thường không chồng lên phạm vi của P. hispaniolensis. P. hispaniolensis xuất hiện ở những vùng đất canh tác trù phú hơn với cây cối và làng mạc lớn hơn, đẩy P. iagoensis đến những vùng đất canh tác khô cằn hơn với những cây nhỏ hơn. Ở những khu định cư nơi có cả sẻ nhà và P. iagoensis, sẻ nhà có xu hướng chiếm giữ những khu vực đông đúc hơn, trong khi P. iagoensis được tìm thấy chủ yếu xung quanh cây cối và không gian mở. Ở các khu vực nông nghiệp, P. iagoensis có thể gây ra một số thiệt hại cho cây trồng, chủ yếu là do chúng ăn mầm và chồi. P. iagoensis rất phổ biến trong phạm vi phân bố hạn chế của loài, mặc dù số lượng cá thể chính xác vẫn chưa được biết đến. Mặc dù quy mô phạm vi phân bố của loài cho thấy chúng có thể gặp rủi ro trước những thay đổi không lường trước được của môi trường, P. iagoensis vẫn được Liên minh Bảo tồn Thiên nhiên Quốc tế (IUCN) phân loại là loài ít quan tâm.
Tháng 5 năm 2013, bốn cá thể P. iagoensis xuất hiện ngẫu nhiên ngoài phạm vi phân bố được nhìn thấy ở Hansweert, Hà Lan. Chúng đã bay lên một con tàu khi nó đi ngang qua đảo Raso.

## Hành vi

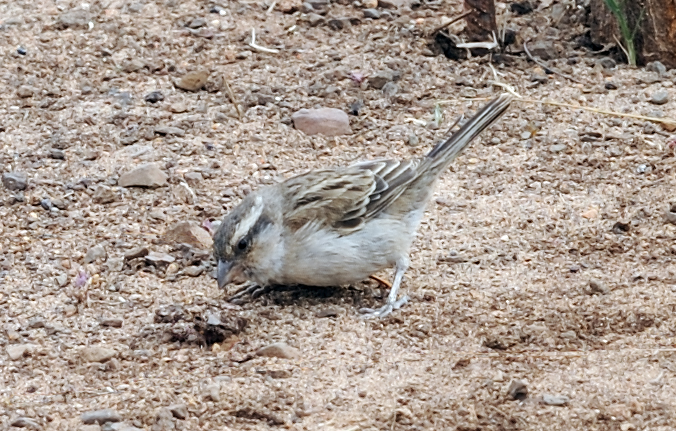
Một con cái đang kiếm ăn ở Sal

Passer iagoensis sống thành bầy nhỏ trong khi kiếm ăn và trong mùa sinh sản. Ngoài mùa sinh sản, chúng luôn sống thành đàn, có thể có kích thước đáng kể. Chúng bay theo đàn với các loài chim khác, thậm chí cả các loài chích như Sylvia atricapilla và Acrocephalus brevipennis. Passer iagoensis không sợ con người lắm. Chúng cho phép con người đến gần, ngay cả khi chúng đang ở trong tổ. Những cá thể trên hòn đảo Raso biệt lập và không có người ở thậm chí sẽ đậu trên người du khách mà không chút sợ hãi. Do có môi trường sống thiếu nước uống nên chim bị các nguồn nước thu hút mạnh, và các đàn lớn có thể tụ tập lại khi con người cung cấp nước cho chúng. Chúng thường được nhìn thấy đang tắm bụi (dust bathing) theo nhóm nhỏ, một hành vi cần thiết để giữ sạch sẽ mà không tốn nhiều nước.
Passer iagoensis trưởng thành chủ yếu ăn hạt cỏ và hạt ngũ cốc (cây ngũ cốc chính được trồng ở Cabo Verde là ngô). Ngoài ra chúng cũng ăn côn trùng và chồi cây. Chúng có thể gây thiệt hại cho mùa màng khi chim ăn lá non, và tương tự như sẻ nhà ăn những mảnh vụn thức ăn có sẵn gần nhà. Ngược lại, chim non hầu như chỉ ăn côn trùng, đặc biệt là sâu bướm, ruồi và bọ cánh thẳng. Passer iagoensis chủ yếu kiếm ăn trên mặt đất, di chuyển không ngừng nghỉ trong khi lại đi sát rạt mặt đất như một con chuột.

### Sinh sản
Mùa sinh sản thường bắt đầu vào tháng 8 và tháng 9 khi mùa ẩm bắt đầu, nhưng khí hậu trong một năm cụ thể có thể thay đổi thời gian sinh sản thực tế. Trên đảo Cima, W. R. P. Bourne quan sát thấy những con cái tiếp tục sống theo đàn, trong khi những con đực bắt đầu chiếm giữ các vị trí trên sườn đá để chúng có thể hót. Mùa sinh sản thường đủ dài để một số cặp có thể sinh con trước khi những cặp khác bắt đầu xây tổ. Số lượng cặp sinh sản nhiều nhất khi vào mùa mưa, tức khoảng tháng 10 đến tháng 11. Những con đực chưa ghép cặp thu hút con cái bằng cách kêu to bên cạnh một vị trí có thể làm tổ. Khi được con cái tiếp cận, con đực phô trương sẽ kêu nhiều hơn và nhảy xung quanh con cái trong khi đang cúi xuống, để lộ phần mông và lông vai màu hạt dẻ. Con đực thường tự xây tổ, nhưng sau khi đã ghép cặp, cả hai con chim trong cặp đều tham gia xây tổ và ở bên nhau. Quá trình giao phối xảy ra sau khi tổ đã được xây xong, và khi con cái đang vai trò làm chủ trong cặp trong một thời gian. Con đực mời con cái giao cấu bằng cách cúi mình tán tỉnh. Sau khi phớt lờ và mổ vào con đực, con cái gạ gẫm giao cấu bằng cách cúi mình xuống. Khi có bốn cá thể xuất hiện ngẫu nhiên Hà Lan vào tháng 5 năm 2013, người ta nhìn thấy một con đực đang cưỡi lên một con đực khác sau khi con thứ hai cúi xuống phục tùng để giải quyết cuộc chiến giữa chúng. Đây là trường hợp duy nhất được ghi nhận về hành vi đồng tính luyến ái ở chim sẻ.
Các tổ thường được xây cách nhau vài mét tạo thành các đàn rời rạc với tối đa khoảng 10 cặp, mặc dù đôi khi các cặp cũng làm tổ đơn lẻ. Tổ có thể được xây ở nhiều môi trường sống khác nhau và thường có dạng cái cốc trong lỗ hoặc kẽ hở trên vách đá hoặc tường. Chúng có thể sử dụng các công trình nhân tạo phù hợp, chẳng hạn như mái hiên nhà và đèn đường. Tổ là một cấu trúc mở làm bằng cỏ và được lót bằng lông xếp dày đặc để đảm bảo chắc chắn. Một số nhà điểu học đã báo cáo loài chim này xây tổ hình vòm trên cây keo, nhưng những ghi chép này có thể phản ánh sự nhầm lẫn với P. hispaniolensis. Mỗi lứa có trung bình 3–5 quả trứng. Cả bố và mẹ đều ấp trứng và mang thức ăn cho con non, nhưng con cái làm nhiều việc hơn. Con cái ấp trứng trong thời gian ngắn khoảng 10 phút, còn con đực ấp trong thời gian ngắn hơn và ít thường xuyên hơn. Mặc dù con đực đi cùng con cái khi chúng tìm thấy thức ăn và mang về cho tổ con của chúng, nó lại ít khi tự mình mang thức ăn. Khi con non đủ lông và rời tổ, con đực sẽ tích cực cho chúng ăn hơn.